# تپه جوهنی جنوبی
تپه جوهنی جنوبی مربوط به هزاره سوم قبل از میلاد است و در شهرستان ارومیه، بخش صومای برادوست، دهستان صومای جنوبی، روستای جوهنی واقع شده و این اثر در تاریخ ۷ اسفند ۱۳۸۵ با شمارهٔ ثبت ۱۷۷۵۳ به‌عنوان یکی از آثار ملی ایران به ثبت رسیده است.